# Oilinyphia pengqi
Espèce
Synonymes
- Chrosiothes pengqi Lin & Li, 2024

Oilinyphia pengqi est une espèce d'araignées aranéomorphes de la famille des Linyphiidae.

## Distribution
Cette espèce est endémique de Chongqing en Chine,. Elle se rencontre dans le xian de Chengkou.

## Description
La femelle holotype mesure 1,68 mm.

## Systématique et taxinomie
Cette espèce a été décrite sous le protonyme Chrosiothes pengqi par Lin et Li en 2024. Elle est placée dans le genre Oilinyphia par Irfan, Zhou, Peng et Zhang en 2025.

## Étymologie
Cette espèce est nommée en référence à Peng Qi, un des 108 brigands d'Au bord de l'eau.

## Publication originale
- Lin, Li, Mo & Wang, 2024 : « Thirty-eight spider species (Arachnida: Araneae) from China, Indonesia, Japan and Vietnam. » Zoological Systematics, vol. 49, no 1, p. 4-98.